# Max Jones
Max Jones (Rochester, Míchigan, 17 de febrero de 1998) es un jugador profesional estadounidense de hockey sobre hielo que se desempeña en la posición de extremo izquierdo en Anaheim Ducks, equipo de la National Hockey League (NHL).

## Carrera
Fue seleccionado en la primera ronda en la NHL Entry Draft de 2016. En 2018 hizo su debut profesional con el equipo Anaheim Ducks, donde lleva jugando seis temporadas.